# Наррагансетт (залив)
Наррагансетт (англ. Narragansett Bay) — залив Атлантического океана в штате Род-Айленд. Несколько бухт на востоке относятся к побережью Массачусетса.
Залив — северная часть пролива Род-Айленд, его площадь около 380 км². В залив впадает множество рек, а в самом эстуарии располагается небольшой архипелаг, крупнейшие острова которого (Род-Айленд, Конаникут, Пруденс) населены. В Наррагансетте имеется большое количество естественных удобных гаваней. Проливы в заливе узкие, и многие острова соединены мостами.
Первым из европейцев залив посетил в 1524 году Джованни Вераццано. Именно на берегах залива была основана колония, позже ставшая самым маленьким штатом США.
Приливы в заливе достаточно значительные, и в их время очертания берегов и островов изменяются, но острова хорошо защищают берег от штормов.
По одной из версий, именно на берегах Наррагансетта располагался легендарный Винланд (самый южный вариант возможного нахождения).